# Meme coin
Meme coin (pisane również jako memecoin) – kryptowaluta wywodząca się z internetowego mema lub posiadająca inną humorystyczną cechę. Termin ten jest czasami używany zamiennie z terminem shitcoin, który zazwyczaj odnosi się do kryptowaluty o niewielkiej lub zerowej wartości, autentyczności lub użyteczności. Termin też może być wykorzystywany jako krytyka rynku kryptowalut w całości lub tylko tych opartych na konkretnych memach, celebrytach oraz schematach typu pump-and-dump.

## Historia
Pod koniec 2013 roku została stworzona kryptowaluta Dogecoin, która została stworzona jako żart wykorzystywany do memów związanych z „Piesełem”. Zapoczątkowało to powstanie kilku kolejnych meme coinów. W październiku 2021 na rynku kryptowalut znajdowało się około 124 meme coinów.
Na początku 2021 roku Tajlandzka Komisja Papierów Wartościowych i Giełd zakazała meme coinów, które uznano za towary cyfrowe, które „nie mają wyraźnego celu ani treści”. Pod koniec 2021 roku reklamy promujące meme coina Floki Inu umieszczone w Londynie doprowadziły do przeprowadzenia dochodzenia w sprawie nie uregulowanego promowania meme coina, który został uznany za nieuregulowany produkt finansowy przez angielskie Advertising Standards Authority.

## Popularność
Meme coiny zyskały na popularności, odkąd Elon Musk poparł użycie Dogecoina, jednego z pierwszych meme coinów. W 2022 roku Elon publikował wpisy w serwisie społecznościowym X na temat Dogecoina. W styczniu 2022 Musk stwierdził, że zjadłby na żywo w telewizji Happy Meala z amerykańskiej restauracji McDonald's, gdyby owa restauracja zaczęła akceptować płatność w Dogecoinach.
Meme coiny odrodziły się po wyborze Donalda Trumpa na Prezydenta Stanów Zjednoczonych w amerykańskich wyborach prezydenckich w 2024 roku. Jednym z takich przykładów jest Fartcoin, którego wartość przekroczyła 1 miliard dolarów w grudniu 2024 roku. Sam Trump wypuścił meme coina $Trump na trzy dni przed swoją drugą inauguracją na Prezydenta Stanów Zjednoczonych.